# Siu ngo gong woo
Siu ngo gong woo (笑傲江湖, comercialitzada internacionalment com The Swordsman) és una pel·lícula wuxia de Hong Kong del 1990. King Hu va ser acreditat com el director, però suposadament va deixar el projecte a mig camí, i la pel·lícula va ser completada per un equip dirigit pel productor Tsui Hark. El film està inspirat en la novel·la de Louis Cha xiaoao jianghu. Va ser seguit de dues seqüeles: Swordsman II (1992) i The East Is Red (1993).

## Trama
La història està ambientada a la Xina del segle xvi durant la dinastia Ming. Gu Jinfu, un eunuc de l'agència d'espionatge Oficina Oriental, lidera un equip per recuperar el Manual del Girasol, un manual d'arts marcials robat al palau imperial. Localitzen i ataquen al lladre, Lin Zhennan. Al voltant d'aquesta època, Linghu Chong i Yue Lingshan, membres de la secta de la Muntanya Hua, es troben amb Lin Zhennan i el salven. Abans de sucumbir a les seves ferides, Lin Zhennan demana que diguin al seu fill, Lin Pingzhi, on havia amagat el manual.
Mentre es dirigeixen a la trobada amb els seus companys de la Secta del Mont Hua, Linghu Chong i Yue Lingshan es troben amb Liu Zhengfeng i Qu Yang, que volien retirar-se de la jianghu (comunitat d'artistes marcials). Just aleshores, Zuo Lengshan, que treballa a l'Oficina Oriental, apareix amb els seus homes i intenta arrestar Liu Zhengfeng i Qu Yang. Linghu Chong i els altres escapen, però Liu Zhengfeng i Qu Yang són greument ferits en el procés. Abans de suïcidar-se, el duet interpreta «Xiaoao Jianghu» una peça musical que van compondre junts, i passen els seus instruments i la partitura a Linghu Chong.
Linghu Chong es troba amb l'espasaxí reclus Feng Qingyang i aprèn d'ell l'habilitat «nou espases de Dugu». També descobreix que el seu mestre cavaller o sifu, Yue Buqun, és en realitat un hipòcrita àvid de poder. Mentrestant, l'esbirro de Gu Jinfu, Ouyang Quan, es fa passar pel mort Lin Pingzhi i s'infiltra a la secta Mount Hua. Enganya Linghu Chong perquè reveli el parador del Manual del Gira-sol i després l'emmetzina. Linghu Chong és salvat per Ren Yingying i Lan Fenghuang del culte sant de la lluna del sol. Combinen forces per derrotar i matar Zuo Lengshan i els seus homes.
Al voltant de la mateixa època, Yue Buqun, Ouyang Quan, Gu Jinfu i els altres han arribat al lloc on s'amaga el Manual del Gira-Sol i es barallen pel manual. Linghu Chong apareix, mata Gu Jinfu, exposa la traïció de Yue Buqun i el derrota. Decideix passar la resta de la seva vida deambulant pel jianghu amb els seus amics.

## Repartiment
- Sam Hui com Linghu Chong
- Cecilia Yip com Yue Lingshan
- Jacky Cheung com Ouyang Quan
- Sharla Cheung com Ren Yingying
- Fennie Yuen com Lan Fenghuang
- Lau Siu-ming com Yue Buqun
- Wu Ma com Liu Zhengfeng (aparició estelar)
- Lam Ching-ying com Qu Yang (aparició estelar)
- Yuen Wah com Zuo Lengshan (aparició estelar)
- Lau Shun com Gu Jinfu (aparició estelar)
- Cheung Ming-man com Lu Dayou (aparició estelar)
- Kam Shan com Lin Zhennan
- Han Ying-chieh com Feng Qingyang (aparició estelar i actuació final)

## Música
El tema principal de la pel·lícula, "Chong Hoi Yat Sing Siu" (滄海一聲笑; "Un so de riure en el gran oceà"), va ser composta per James Wong, qui també va escriure la seva lletra i interpretada en cantonès per Sam Hui.

## Taquilla
La pel·lícula va recaptar 16.052.552 HK$ a la taquilla de Hong Kong.

## Reception
The Swordsman actualment té una puntuació del 73% a Rotten Tomatoes.

Andrew Saroch de Far East Films ha escrit que 
| « | "Swordsman és indubtablement una pel·lícula que millora amb les visualitzacions successives. Les impressions inicials són que es tracta d'una pel·lícula de jocs d'espasa complicada i confusa que atrau l'atenció amb el seu estil visual, però en última instància, és més fàcil d'admirar que d'engrescar. No obstant això, en la segona i sobretot en la tercera visualització, Swordsman revela més de les seves profunditats amagades i atrau l'espectador ara preparat a la seva història carregada de personatges." | » |

## Premis i nominacions
| Premis i nominacions               | Premis i nominacions                       | Premis i nominacions                                                                                | Premis i nominacions |
| Cerimònia                          | Categoria                                  | Receptor                                                                                            | Resultat             |
| ---------------------------------- | ------------------------------------------ | --------------------------------------------------------------------------------------------------- | -------------------- |
| 10ns Hong Kong Film Awards         | Millor actor secundari                     | Jacky Cheung                                                                                        | Nominat              |
| 10ns Hong Kong Film Awards         | Millor actor secundari                     | Lau Shun                                                                                            | Nominat              |
| 10ns Hong Kong Film Awards         | Millor muntatge de pel·lícula              | David Wu, Marco Mak                                                                                 | Nominat              |
| 10ns Hong Kong Film Awards         | Millor direcció artística                  | James Leung                                                                                         | Nominat              |
| 10ns Hong Kong Film Awards         | Millor coreografia d'acció                 | Ching Siu-tung                                                                                      | Guanyador            |
| 10ns Hong Kong Film Awards         | Millor banda sonora de pel·lícula original | James Wong, Romeo Diaz                                                                              | Nominat              |
| 10ns Hong Kong Film Awards         | Millor cançó de pel·lícula original        | Cançó: Un so de riure en el gran oceà (滄海一聲笑) Compositor/lletrista: James Wong Singer: Sam Hui | Guanyador            |
| 27ns Premis de Cinema Golden Horse | Millor pel·lícula                          | The Swordsman'                                                                                      | Nominat              |
| 27ns Premis de Cinema Golden Horse | Millor actor secundari                     | Jacky Cheung                                                                                        | Guanyador            |
| 27ns Premis de Cinema Golden Horse | Millor guió adaptat                        | Kwan Man-leung, Wong Ying, Lam Kee-to Lau Tai-muk, Edward Leung, Tai Foo-ho                         | Nominat              |
| 27ns Premis de Cinema Golden Horse | Millor fotografia                          | Andy Lam, Peter Pau                                                                                 | Nominat              |
| 27ns Premis de Cinema Golden Horse | Millor direcció artística                  | James Leung                                                                                         | Nominat              |
| 27ns Premis de Cinema Golden Horse | Millor maquillatge i disseny de vestuari   | Bobo Ng, Edith Cheung                                                                               | Nominat              |
| 27ns Premis de Cinema Golden Horse | Millor muntatge                            | David Wu, Marco Mak                                                                                 | Nominat              |
| 27ns Premis de Cinema Golden Horse | Millor cançó original                      | James Wong                                                                                          | Guanyador            |